# Evert Taube
Evert Taube (12 marzo 1890 – 31 gennaio 1976) è stato un compositore, cantante e scrittore svedese.

## Biografia
Dopo gli studi d'arte e di architettura decise di viaggiare per mare e nel 1910 si recò in Argentina. I suoi componimenti iniziali suonati con il liuto erano quindi caratterizzati da un netto contrasto tra la sua cultura nordica e lo spirito latino. Alcuni esempi di queste opere sono Fritiof och Carmencita (1914, completata nel 1936) e Flickan i Havanna (1922), nonché le ballate ispirate al tango come Minälskling du är som en ros (1943, nella quale si ravvisano le influenze di Robert Burns).
Debuttò nel 1919 al cabaret Läderlappen di Stoccolma, pubblicando poi la sua prima raccolta Sju sjömansvisor och Byssan lull, che includeva canzoni da marinaio come Möte i Monsunen (1935). I principali protagonisti delle sue canzoni furono il marinaio Fritiof Andersson e il poeta Rönnerdahl. Tra gli altri titoli di pezzi marinareschi si citano Calle Schewens vals (1931) e Så länge skutan kan gå (1963, ispirato a Il vecchio e il mare di Ernest Hemingway).
I modelli a cui si ispirava erano le poesie dei trovatori medievali , le canzoni popolari e marinaresche, le opere di Carl Michael Bellman e la poesia svedese di fine Ottocento. I soggetti descritti riguardano la sua vita familiare e rappresentazioni della natura e della vita popolare della costa occidentale svedese, dell'Italia e dell'America meridionale, tutte ambientate in situazioni tragicomiche.
Come scrittore pubblicò un'autobiografia nei due volumi Många hundra gröna mil (1951) e Jag kommer av ett brusand' hav (1952), nonché numerosi romanzi e libri di viaggio ispirati alle sue esperienze in mare, come Strövtåg i Ranrike (1955), Berättelser under ett fikonträd (1960), Återkomst (1961) e Flyg till Pampas (1968).
Il figlio Sven-Bertil Taube portò avanti la tradizione musicale di suo padre.

## Opere

### Romanzi
- På gott och ont (1927)
- Don Diego Karlsson de la Rosas roman (1962)

### Libri di viaggio
- Många hundra gröna mil (1951)
- Samlade berättelser med aterövande visor och ballader (8 volumi, 1966-67)

### Canzoni e ballate
- Sju sjömansvisor och Byssan Lull (1919)
- Flickan i Havanna och ett par visor (1922)
- Fritiof Anderssons visbok (1929)
- Pepita dansar och andra nya visor (1950)